# DIN 928
DIN 928 er en DIN-Standart for en svejsemøtrik.
| Gevind         |  | M4  | M5  | M6  | M8  | M10  | M12  |
| -------------- |  | --- | --- | --- | --- | ---- | ---- |
| Gevindstigning |  | -   | -   | -   | 1   | 1,25 | 1,25 |
| Nøglevidde S:  |  | 7   | 9   | 10  | 14  | 17   | 19   |
| Kant H:        |  | 0,6 | 0,8 | 0,8 | 1   | 1,2  | 1,4  |
| Højde M:       |  | 3,5 | 4,2 | 5   | 6,5 | 8    | 9,5  |
| Diagonalmål E: |  | 9   | 12  | 13  | 18  | 22   | 25   |